# Qiu Ying (cràter)
Qiu Ying és un cràter d'impacte en el planeta Mercuri de 20 km de diàmetre. Porta el nom del pintor xinès Qiu Ying (1494-1552), i el seu nom va ser aprovat per la Unió Astronòmica Internacional el 2012.